# Śródmieście (Krakov)
Śródmieście je jedna z částí Krakova. Do roku 1990 bylo administrativně samostatnou krakovskou městskou částí. Patřili k němu dnešní městské části Stare Miasto, Grzegórzki a Prądnik Czerwony. V této části se nacházejí nejvýznamnější památky Krakova a je současně i centrem obchodu. Převažují zde obytné domy (asi 90 %), počet obyvatel je asi 134 000 při rozloze 17,8 km². Nachází se zde také nejvýznamnější městské a vojvodské úřady a konzuláty.
Nejvýznamnější turistické cíle v této části Krakova jsou:
- Wawel, na němž se nachází Královský hrad a Katedrála sv. Stanislava a sv. Václava,
- Nejstarší budovy Jagelonské univerzity,
- Rynek Główny - hlavní náměstí
- Sukiennice
- Mariánský kostel
- Radniční věž
- Floriánská brána
- Barbakán
- Kostel svatého Ondřeje
- park Planty
- bývalá židovská čtvrť Kazimierz